# Luciano Floridi
Luciano Floridi (n. 16 noiembrie 1964, Roma, Italia) este un filosof italian. 
A scris numeroase lucrări de filozofia informației și de Etică informației.

## Opera
- Augmented Intelligence — A Guide to IT for Philosophers. (in Italian) Roma: Armando, 1996.
- Scepticism and the Foundation of Epistemology - A Study in the Metalogical Fallacies. Leiden: Brill, 1996.
- Internet - An Epistemological Essay. (in Italian and in French) Milan: Il Saggiatore, 1997.
- Philosophy and Computing: An Introduction. London/New York: Routledge, 1999.
- Sextus Empiricus, The Recovery and Transmission of Pyrrhonism. Oxford: Oxford University Press, 2002.
- The Blackwell Guide to the Philosophy of Computing and Information. (editor) Oxford: Blackwell, 2003.

## iPod and Videos
- Relevant Information, the SIRLS/Thomson Scientific ISI Samuel Lazarow Memorial lecture, University of Arizona, USA, February 8 2007. View the Presentation Arhivat în 20 martie 2007, la Wayback Machine. while you listen to the podcast. Download Arhivat în 28 iunie 2010, la Wayback Machine. Lecture (MP3, 52MB). Download Arhivat în 28 iunie 2010, la Wayback Machine. Question and Answer Session following the Lecture (MP3, 39MB). Quicktime Streaming Video Arhivat în 27 iunie 2007, la Wayback Machine. (requires the Quicktime Plug-in, broadband recommended). Windows Video Arhivat în 28 iunie 2010, la Wayback Machine. (.wmv format, requires IE and Media Player version 9 or higher for streaming). iPod Compatible Arhivat în 25 iulie 2008, la Wayback Machine. (.m4v, 375MB, download only).

- A Look into the Future of ICT Arhivat în 10 martie 2007, la Wayback Machine. North American Computing and Philosophy Conference Arhivat în 3 ianuarie 2009, la Wayback Machine., 10-12 august 2006, Rensselaer Polytechnic Institute, SUA.

- Where are we in the philosophy of information? Arhivat în 20 august 2006, la Wayback Machine., 21 iunie 2006, Universitatea, Norvegia.

- The Logic of Information Arhivat în 6 februarie 2008, la Wayback Machine., presentation Arhivat în 16 septembrie 2009, la Wayback Machine., discussion Arhivat în 16 septembrie 2009, la Wayback Machine., Télé-université (Université du Québec), 11 mai 2005, Montréal, Canada.

- From Augmented Intelligence to Augmented Responsibility[nefuncțională]
, North American Computing and Philosophy Conference, 24 ianuarie 2002, Oregon State University, SUA.

- Artificial Evil and the Foundation of Computer Ethics Arhivat în 21 mai 2001, la Wayback Machine., presentation Arhivat în 14 iunie 2010, la Wayback Machine., discussion Arhivat în 14 iunie 2010, la Wayback Machine., CEPE2000 Computer Ethics: Philosophical Enquiry Arhivat în 25 iulie 2008, la Wayback Machine., 14-16 iulie, 2000, Dartmouth College, SUA.